# 長尾果蝠屬
長尾果蝠屬（学名：Notopteris）为哺乳綱、翼手目、狐蝠科的一屬，而與長尾果蝠屬（長尾果蝠）同科的動物尚有無花果蝠屬（無花果蝠）、豬形果蝠屬（黑腹所羅門果蝠）、非洲長舌果蝠屬（非洲長舌果蝠）等之數種哺乳動物。

## 下属物种
本属包括以下物种：
- 长尾果蝠 Notopteris macdonaldii Gray, 1859
- Notopteris neocaledonicus Trouessart, 1908